# Monneella
Monneella is een kevergeslacht uit de familie van de boktorren (Cerambycidae). De wetenschappelijke naam van het geslacht werd voor het eerst geldig gepubliceerd in 1985 door Martins.

## Soorten
Monneella is monotypisch en omvat slechts de volgende soort:
- Monneella bicolor Martins, 1985